# Томс, Хайко
Хайко Томс (нем. Heiko Thoms; род. 16 марта 1968, Вольфсбург) — немецкий дипломат и государственный служащий. С 2023 по 2025 год занимал должность статс-секретаря в Федеральном министерстве финансов Германии. С 2020 по 2023 год был послом Германии в Бразилии.

## Биография и образование
После окончания гимназии имени Альберта Эйнштейна в Карсте, Томс изучал юриспруденцию, исламоведение и арабистику. В 1995 году сдал первый государственный юридический экзамен, а в 1998 году — второй, после прохождения референдариата в Камергерихте Берлина (1996–1998). Благодаря стипендии Германской службы академических обменов (DAAD) провёл год в Каире, Тунисе и Дамаске. С 1998 по 1999 год работал научным сотрудником в Институте зарубежного и международного частного права Макса Планка в Гамбурге.
С 1999 по 2001 год проходил обучение в качестве атташе в Министерстве иностранных дел Германии.
Томс — активный марафонец. Женат на Анахите Томс, юристе в области международного торгового права и участнице программы «Молодые глобальные лидеры» Всемирного экономического форума. У пары двое детей.

## Карьера
Свою дипломатическую карьеру Томс начал в 2001 году в качестве консула в посольстве Германии в Тегеране (2001–2003). С 2005 по 2007 год работал заместителем постоянного представителя Германии в Политическом и безопасности комитете Европейского союза в Брюсселе.
Затем занимал должность советника по европейской политике в парламентской фракции Свободной демократической партии (СвДП). С 2009 по 2011 год был заместителем руководителя, а с 2011 по 2013 год — руководителем министерского кабинета министра иностранных дел Гидо Вестервелле (СвДП).
В 2013 году был назначен послом и заместителем постоянного представителя Германии при Организации Объединённых Наций в Нью-Йорке. В этой роли занимал ряд международных должностей, включая вице-президента Исполнительного совета Детского фонда ООН (ЮНИСЕФ) в 2015 году и вице-президента Экономического и Социального совета ООН (ЭКОСОС) в 2016 году.
С 2017 по 2020 год служил заместителем постоянного представителя Германии при НАТО в Брюсселе.
С июля 2020 по апрель 2023 года был послом Германии в Бразилии.
В апреле 2023 года был назначен статс-секретарём в Федеральном министерстве финансов Германии под руководством министра Кристиана Линднера (СвДП), сменив Карстена Пиллата. В его обязанности входили вопросы европейской политики, международной финансовой политики и политики финансовых рынков.  Оставался на этой должности и при министре Йорге Кукисе (СДПГ) до формирования кабинета Мерца 6 мая 2025 года, после чего покинул пост.
В начале июля 2025 года стало изветсно, что бывший статс-секретарь в министерстве финансов ФРГ Хайко Томс станет преемником Мартина Егера на посту главы дипмиссии Германии в Киеве.